# Estadio Gò Đậu
El Estadio Gò Đậu es un estadio multiusos ubicado en la ciudad de Thủ Dầu Một en Vietnam, se utiliza principalmente para la práctica del fútbol y de atletismo. El estadio inaugurado en 1976 tiene una capacidad para 18 250 personas y es ocupado por el club de fútbol local Bình Duong FC para sus partidos de la V-League.
En mayo de 2014 fue una de las dos sedes de la Copa Asiática femenina de fútbol.